# Esperantista
| Esperanto |  |
| |  |
| Jazyk |  |
| |  |
| - Akademie esperanta - Gramatika - Slovníky - Esperantologie - Abeceda - Číslovky - Fundamento - lernu! - Letní škola esperanta                                                                             |  |
| |  |
| Organizace |  |
| |  |
| - UEA - TEJO - E@I - EEU - SAT - Český esperantský svaz - Česká esperantská mládež - Esperantské kluby - Katolíci                                                                                           |  |
| |  |
| Dějiny |  |
| |  |
| - Ludvík Lazar Zamenhof - Časová osa - Buloňská deklarace - Ido-schizma - Krize ata/ita - Neutrální Moresnet - Interhelpo - Pražský manifest - Bona Espero - Esperantské město                              |  |
| |  |
| Kultura |  |
| |  |
| - Esperantská setkání - Pasporta Servo - Hudba - Rozhlas - Finvenkismus - Homaranismus - Kabei - Politika - La Espero - Stelo - Symboly (vlajka) - UK - IJK - Esperantista - Rodilí mluvčí - Zamenhofův den |  |
| |  |
| Literatura |  |
| |  |
| - Autoři - Esperantské časopisy - Esperantské slovníky - PIV - Wikipedie - KAEST |  |
| |  |
| Úhly pohledu |  |
| |  |
| - Propedeutická hodnota - Srovnání s idem - Srovnání s interlinguou - Reformy - Odpor vůči esperantu |  |

Esperantista je člověk, který ovládá nebo používá jazyk esperanto. Podle původního významu slova je esperantista ten, který doufá. Ačkoliv se různé existující definice pojmu „esperantista“ mohou lišit, je podle Buloňské deklarace, dokumentu přijatého prvním Světovým esperantským kongresem, jako esperantista označován každý člověk, který zná jazyk esperanto a používá ho za jakýmkoliv účelem. Esperantista je také člověk, který se podílí na esperantské kultuře.

## Seznam slavných esperantistů

### Aktivní členové esperantského hnutí
- Ludvík Lazar Zamenhof, tvůrce esperanta.
- William Auld, význačný skotský esperantský básník nominovaný na Nobelovu cenu za literaturu
- Kazimierz Bein, „Kabe“, přední esperantský aktivista, spisovatel a překladatel, který náhle a neslavně opustil esperantské hnutí
- Georges Lagrange, francouzský esperantský spisovatel
- Frederic Pujulà i Vallés, průkopník esperanta v Katalánsku
- Julio Baghy, básník, člen Esperantské akademie a „otec“ esperantského hnutí.
- Émile Boirac, francouzský spisovatel a první předseda esperantského Jazykového výboru (pozdější Esperantská akademie)
- Antoni Grabowski, „otec“ esperantské poezie
- Sándor Szathmári, vedoucí postava esperantské literatury
- Boris Kolker, esperantský badatel a klíčový člen Esperantské akademie

### Politici
- Kazimierz Badowski, zakladatel Komunistické strany Polska, který propagoval esperanto jako součást trockistického hnutí
- Jean Jaurès, francouzský politik, mezinárodnímu kongresu socialistů ve Stuttgartu v roce 1907 navrhl užívání esperanta pro informace rozšiřované bruselskou kanceláří této organizace.
- Franz Jonas, prezident Rakouské republiky, byl tajemníkem Rakouského dělnického esperantistického svazu a zakladatelem Internacio de Socialistaj Esperantistoj (Internacionála socialistických esperantistů).
- Josip Broz Tito, hlava státu Jugoslávie, naučil se esperanto a zúčastnil se množství mezinárodních kongresů.[1]
- Robert Cecil, 1. vikomt Cecil z Chelwoodu, jeden z architektů Ligy národů, nositel Nobelovy ceny míru
- Richard Bartholdt, americký senátor z Missouri
- Małgorzata Handzlik, poslankyně Evropského parlamentu

### Spisovatelé
- Marjorie Boulton, britská spisovatelka a básnířka v angličtině a esperantu
- Ba Jin, plodný čínský romanopisec a předseda Čínského svazu spisovatelů
- Georges Lagrange, francouzský esperantský spisovatel
- Jules Verne, francouzský spisovatel, dal esperantu roli ve svém posledním nedokončeném díle
- Lev Nikolajevič Tolstoj, ruský spisovatel a filozof, který prohlašoval, že se naučil esperanto po dvou hodinách studia.
- Stanislav Kostka Neumann, významný český básník, spoluzakladatel Esperantského klubu v Praze
- Henri Barbusse, francouzský spisovatel a čestný předseda prvního kongresu Beznárodnostní celosvětové asociace (Sennacieca Asocio Tutmonda)
- Petr Ginz, chlapec česko-židovského původu od narození mluvící esperantem, který vytvořil svůj vlastní esperantsko-český slovník, ale později ve věku 16 let zemřel v koncentračním táboře. Jeho kresba Měsíce byla raketoplánem Columbia vynesena do vesmíru. Jeho česky psaný deník již vyšel knižně také v esperantu, španělštině, katalánštině či angličtině.
- Edmond Privat, švýcarský spisovatel, novinář, univerzitní profesor a aktivní člen esperantského hnutí
- Nikolai Nekrasov, ruský esperantský spisovatel, překladatel a kritik
- Vladimir Varankin, ruský spisovatel
- František Kožík, český spisovatel, mezi lety 1933 a 1940 režisér esperantského rozhlasového programu Verda Stacio v Brně a člen esperantské herecké skupiny TRAKT
- Gerrit Berveling, nizozemský esperantský básník, překladatel a redaktor esperantského literárního časopisu Fonto
- Jorge Camacho, španělský esperantský spisovatel
- Cezaro Rossetti, skotský esperantský spisovatel
- Hector Hodler, švýcarský novinář, překladatel, organizátor a filantrop
- Kálmán Kalocsay, maďarský chirurg, básník, překladatel a redaktor
- Georges Lagrange, francouzský esperantský spisovatel, člen Esperantské akademie
- Nadija Hordijenko Andrianova, ukrajinská spisovatelka a překladatelka
- Max Kašparů, český psychiatr, teolog a spisovatel

### Vědci
- Bertalan Farkas, maďarský kosmonaut
- Daniel Bovet, italský farmakolog a nositel Nobelovy ceny za lékařství z roku 1957, rodilý mluvčí esperanta
- Reinhard Selten, německý ekonom a nositel Nobely ceny za ekonomii z roku 1994 pro svou práci z oblasti teorie her. Na toto téma napsal v esperantu dvě knihy.
- Yrjö Väisälä, finský astronom, objevitel asteroidů 1421 Esperanto a 1462 Zamenhof.
- Louis Lumière, francouzský vynálezce kina :Používání esperanta by mohlo nalézt jeden z nejšťastnějších důsledků ve svém vlivu na mezinárodní vztahy a ustavení míru.
- Claude Piron, esperantský psycholog a lingvista
- John C. Wells, britský fonetik a učitel esperanta

### Ostatní
- Papež Jan Pavel II., během své kariéry hovořil vícekrát na veřejnosti v esperantu[2][3]
- Onisaburo Deguchi, jedna z klíčových postav japonského náboženského hnutí Oomoto a předseda Univerzální lidumilné asociace (Universala Homama Asocio)
- George Soros, maďarsko-americký miliardář a syn esperantistických rodičů. ("Soros", jméno, které si jeho otec zvolil, aby uniknul perzekuci, v esperantu znamená "vylétne vzhůru".)
- Alfred Fried, nositel Nobelovy ceny za mír a autor učebnice esperanta
- László Polgár, maďarský učitel šachu
- Susan Polgárová, maďarsko-americká šachová mistryně, kterou esperanto naučil její otec László
- Miloslav kardinál Vlk, český kardinál a arcibiskup pražský, v dětství se naučil esperanto, byl členem Mezinárodního sdružení katolických esperantistů a patronem jejich kongresu v roce 1995.
- Daniel Tammet, britský benigní autista, uvedl esperanto jako jeden z deseti jazyků, které ovládá
- Jan Fethke, polský režisér a spisovatel
- Persone, švédské esperantské rockové trio
- Muztar Abbasi, pákistánský muslimský učenec; autor překladu koránu do esperanta
- Alexander Nedoshivin, daňový specialista; jeden ze zakladatelů Esperantské společnosti v litevském Kaunasu
- William Main Page, tajemník Edinburské esperantské společnosti; redaktor a spisovatel
- John Eyton Bickersteth Mayor, anglický klasický učenec: na Světovém esperantském kongresu v Cambridge přednesl historickou řeč proti reformistům esperanta
- Franko Luin, švédský designér písma slovinské národnosti

## Známí čeští esperantisté
- Alexandr Sommer Batěk (1874–1944), chemik, pacifista, všestranná osobnost, zlepšil české chemické názvosloví
- Antonín Eltschkner (1880–1961), pomocný biskup pražský, jediný biskup neinternovaný československými komunisty v 50. letech; jeho biskupský znak obsahuje zelenou pěticípou hvězdu se žlutobílým křížem, symbol katolických esperantistů
- Petr Ginz (1928–1944), chlapec česko-židovského původu od narození mluvící esperantem, který vytvořil svůj vlastní esperantsko-český slovník, ale později ve věku 16 let zemřel v koncentračním táboře. Jeho kresba Měsíce byla raketoplánem Columbia vynesena do vesmíru. Jeho česky psaný deník již vyšel knižně také v esperantu, španělštině, katalánštině či angličtině.
- Karel Höger (1909–1977), český herec, účastník rozhlasového vysílání v esperantu "Verda Stacio"
- Petr Chrdle (1946-), český nakladatel
- Jaroslav Ježek (1906–1942), český skladatel a klavírista, absolvoval kurz esperanta u Vuka Echtnera
- Max Kašparů (1950–), český psychiatr, teolog a spisovatel
- Jiří Kořínek (1906–1989), český překladatel
- František Kožík (1909–1997), český spisovatel, mezi lety 1933 a 1940 režisér esperantského rozhlasového programu Verda Stacio v Brně a člen esperantské herecké skupiny TRAKT
- Ruda Kubíček (1891–1983), akademický malíř a kustod grafických sbírek Slováckého muzea
- Vladimír Leraus (1905–1991), český divadelní a filmový herec, účastník rozhlasového vysílání v esperantu "Verda Stacio"
- František Vladimír Lorenc (1872–1957), zakladatel spiritismu v Brazílii, autor první české učebnice esperanta
- Miroslav Malovec (1953–), zakladatel České Wikipedie
- Stanislav Kostka Neumann (1875–1947), významný český básník, spoluzakladatel Esperantského klubu v Praze
- Karel Otčenášek (1920–2011), biskup královéhradecký a osobní arcibiskup
- Karel Pelant (1874–1925), český novinář, překladatel a volnomyšlenkář, přítel Jaroslava Haška a K. S. Machara
- Přemysl Pitter (1895–1976), pacifista, zachránce a vychovatel 800 německých a židovských dětí během druhé světové války
- Pavel Rak (1939–), ilustrátor a karikaturista
- Jan Rambousek (1867–1945), generál
- Eva Seemannová (1920–1999), česká herečka a překladatelka
- Stanislav Schulhof (1864–1919), zubní lékař, novinář a spisovatel v Pardubicích
- Emil Smetánka (1875–1949), jazykovědec, profesor Karlovy univerzity, vydavatel literárních památek
- Miroslav Smyčka (1926–2017), operní pěvec
- Miloslav kardinál Vlk (1932–2017), český kardinál a arcibiskup pražský, v dětství se naučil esperanto, byl členem Mezinárodního sdružení katolických esperantistů a patronem jejich kongresu v roce 1995.
- Pavel Vondruška (1925–2011), herec, dirigent a člen Divadla Járy Cimrmana
- František Vymazal (1841–1917), polyglot, autor jazykových a dějepisných učebnic
- Ivo Železný (1950–), spisovatel, překladatel a nakladatel, od roku 1969 byl vedoucím sekce mládeže Českého esperantského svazu.

## Vztah k organizovanému esperantskému hnutí
Dle Buloňské deklarace je „příslušnost k některému aktivnímu esperantskému spolku pro každého esperantistu doporučována, avšak nikoliv povinná.“ Na základě toho se dnes velká část esperantistů sdružuje v esperantských organizacích, avšak mnozí esperantisté jsou aktivní také jako jednotlivci.

## Nejstarší výskyt slova a alternativní výrazy
Již první esperantský časopis se nazýval „La Esperantisto“ (česky Esperantista).
Namísto termínu "esperantista" (esp. esperantisto) bývá také někdy používáno označení "mluvčí esperanta" (esp. esperanto-parolanto), obzvláště tehdy, pokud je cílem zdůraznit praktické používání jazyka či nevyvolat zdání příslušnosti k určitému směru či hnutí.